# 安固乡
安固乡，是中华人民共和国四川省南充市营山县曾经下辖的一个乡。2019年10月，撤销安固乡，将其所属行政区域划归绿水镇管辖。

## 行政区划
安固乡撤销前下辖以下地区：
四里村、烟顶村、石桥村、皂角村、桩子村、大屋村、群力村、浮山村、川洞村和宝顶村。